# Диномен Младший
Диномен (др.-греч. Δεινομένης; после 484—451 до н. э.?) — тиран Этны на Сицилии из рода Диноменидов.
Единственный сын от брака тирана Гиерона I с дочерью сиракузянина Никокла. Брак был заключён около 485 года до н. э., следовательно, Диномен мог родиться не ранее 484 года до н. э. В 476 году до н. э. Гиерон основал на месте Катаны новый полис — Этну, и назначил сына её тираном-наместником. Фактически городом управлял воспитатель Диномена Хромий Этнейский.
По мнению Гельмута Берве, Диномен, по замыслу Гиерона, должен был стать не тираном, но легитимным царём полиса, полномочия которого соответствовали дорийским обычаям. Свидетельства этого немецкий историк видит в Первой Пифийской оде Пиндара, прославляющей основание нового города.
После смерти Гиерона Диномен сделал за него в 467/466 году до н. э. приношение в Олимпию, по случаю победы его упряжки на Олимпийских играх в 468 году до н. э.. Бронзовая колесница, работы Оната из Эгины, стояла рядом со статуей Феагена, посвятительную надпись цитирует Павсаний:
Диномен пережил падение тирании своего дяди Фрасибула в Сиракузах в 466/465 году до н. э., и правил в Этне до 461 года до н. э., когда объединённые силы сиракузян и вождя сикулов Дукетия изгнали оттуда колонистов Гиерона. Полис был перенесён в Инессу, где Диномен, по всей видимости, правил ещё десять лет.
В 451 году до н. э. Дукетий захватил Этну-Инессу, и правитель города, которого Диодор Сицилийский называл «гегемоном» (τον ήγούμενον), был убит по его приказу.
Предполагается, что Диномен также наследовал отцу в ранге верховного жреца Зевса Этнейского.